# استیو آستین
اِستیون جیمز اندرسون (به انگلیسی: Steven James Anderson; زادهٔ ۱۸ دسامبر ۱۹۶۴)، یکی از کشتی‌گیران آمریکایی و یکی از (اسطوره‌های تاریخ کشتی حرفه‌ای) است که با نام اِستون کُلد اِستیو آستین (به انگلیسی: Stone Cold Steve Austin) شناخته می‌شود و رکوردار مسابقات رویال رامبل با سه‌بار برد در این مسابقات در سال‌های ۱۹۹۷، ۱۹۹۸ و ۲۰۰۱ و همین‌طور دارای ۶ دوره قهرمانی در جهان است.

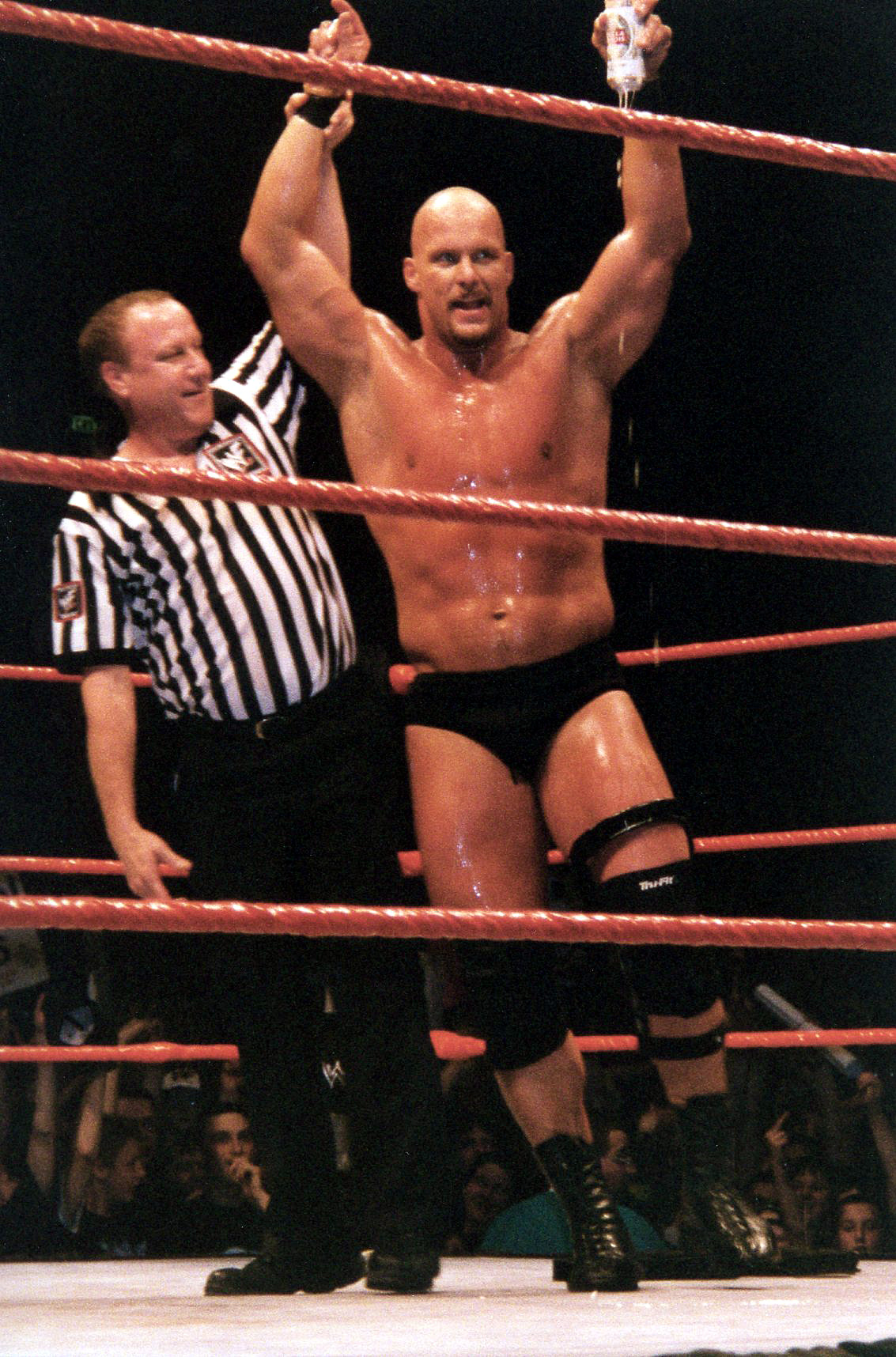
استیو آستین

## کودکی و نوجوانی
استیو آستین در شهر کوچکی به نام ادنا که در نزدیکی هیوستن، تگزاس است و در نزد خانواده‌ای که سرپرستی او را به عهده گرفته بودند بزرگ شد. او دارای سه برادر به نام‌های اسکات، کوین و جِف و یک خواهر کوچکتر بنام جنیفر می‌باشد.
او بیشتر با نام خانوادگی‌اش ویلیامز مشهور بود. استیو در دبیرستان نشان افتخار ملی دریافت کرده و از دانشگاه آستین بورسیه گرفت، تا تنها بتواند در تیم فوتبال بازی کند. وی در سال ۱۹۸۷ ترک تحصیل کرد و در نزدیکی هوستنر آغاز به کار کرد.

### زندگی شخصی
ویلیامز ۳ بار ازدواج کرده و هر سه بار از همسرانش طلاق گرفته‌است. اولین همسرش بنام جنی کلارک شخصی بود که در زمینه مسابقات با او همکاری می‌کرد ولی در سال ۱۹۹۹ از هم طلاق گرفتند. ویلیامز در سال ۲۰۰۰ با دبورا مک مایکل ازدواج کرد. جدایی آن‌ها در سال ۲۰۰۳ اتفاق افتاد و مشاجرات این دو به دلیل اخلاق بی‌رحمانهٔ استیو ویلیامز ادامه پیدا کرد و در ادامه ازدواج سوم ویلیامز با تس برسزارد نیز به شکست انجامید و در این موقع بود که به دلیل رفتار بد ویلیامز و اینکه او همسر خود را می‌زد، پلیس خودش را وارد صحنه کرد.
باید توجه داشت که ویلیامز فردی بود که از کودکی بر روی پاهای خودش ایستاده بود و دلیل این امر نیز به نوبهٔ خود به دلیل آن بود که ویلیامز از کودکی به سرپرستی گرفته شده بود و علی‌رغم تلاش‌هایش او هرگز نتوانست پدر و مادر واقعی خودش را بیابد. شخصیت او به گونه‌ای بود که بشدت از کمک دیگران بیزار بود. البته پدر ناتنی او یعنی کن ویلیامز او را کمک و پشتیبانی می‌کرد. در دسامبر سال ۲۰۰۷ ویلیامز نام خانوادگی خودش را به آستین عوض کرد. بزرگ‌ترین اشتیاق ویلیامز شکار آهو بود که او را به پرسه زدن در جنگل‌ها می‌کشاند.

### بازیگری
آستین همچنین در سینما و تلویزیون هم فعالیت داشته و دارد. او در اولین فیلم اکشن (طولانی‌ترین حیاط) به عنوان نگهبان زندان که زیر نظر آدام سندلر بود بازی کرد. اولین فیلمی که در آن به عنوان نقش اول بازی کرد فیلمی بود به نام (محکوم شده). او همچنین در سال۲۰۱۰ در فیلم بی‌مصرف‌ها با بزرگان سینمای اکشن همبازی شد.

## فیلم شناسی
| سال  | عنوان            | نقش        | توضیحات    |
| ---- | ---------------- | ---------- | ---------- |
| ۱۹۹۹ | ماورای مت        | خودش       | فیلم مستند |
| ۲۰۰۵ | طولانی‌ترین فاصله | دانهام     |            |
| ۲۰۰۷ | محکوم            | جک کانراد  |            |
| ۲۰۰۹ | آسیب             | جان بریکنر |            |
| ۲۰۱۰ | بی‌مصرف‌ها         | دن پین     |            |
| ۲۰۱۰ | بیگانه           | استرنجر    |            |
| ۲۰۱۰ | شکار برای کشتن   | جیم رودز   |            |
| ۲۰۱۱ | لگد              | رایان وارت |            |
| ۲۰۱۱ | ناک‌اوت           | دن برنز    |            |
| ۲۰۱۱ | نیروی تاکتیکی    | تیت        |            |
| ۲۰۱۲ | حداکثر مجازات    | مننین      |            |
| ۲۰۱۳ | بسته             | تامی ویک   |            |
| ۲۰۱۳ | بزرگ‌شده‌ها ۲      | تام کاوانا |            |
| ۲۰۱۴ | رنجیز دستور      | ری پیترز   |            |
| ۲۰۱۵ | Smosh: The Movie | خودش       |            |

## پیشه کشتی حرفه ای

### آغاز کشتی‌حرفه ای
در سال ۱۹۸۹ بود که علاقهٔ او به کشتی جلب شد و به مدرسه آموزش کشتی کج در دالاس رفت. بعد از یک سال توانست با موفقیت از مدرسه بیرون آید؛ و به لیگ USWA وارد شد.

### مسابقات جهانی کشتی
بعد از اینکه wcw نظرش به او جلب شد، در سال ۱۹۹۱ به wcw وارد شد. او پس از ورود به wcw نامش را به استیو آستین تغییر داد، البته دلیل این امر آن بود که در آن ایام شخصی به نام استیو ویلیامز در کشتی کج مشغول به کشتی گرفتن بود.

### مسابقات بالاتر کشتی
او در اواخر تابستان سال ۱۹۹۵ توسط Paul.E که خودش قبلاً کشتی کج کار بوده به ECW فرستاده شد. او با ECW تا آخر سال قرار داد بست، البته او بایستی بعد از پایان قرارداد برای یک قرار داد طولانی مدت تصمیم می‌گرفت. او در ابتدا خودش را Extreme Superstar Steve Austin نامید و مشاجرهٔ او با Sandman شروع شد؛ و در طول مدتی که در ECW مشغول به کشتی گرفتن بود نام خودشو را به استن کلد عوض کرد. بنا به توصیه Sandman آستین در داخل رینگ مشروب می‌خورد؛ که بعدها در WWF یک نمادی برای او شده بود.

### فدراسیون جهانی کشتی WWF

#### آغاز به کار در WWF
در سال ۱۹۹۵ به WWF وارد شد. با نام مستعار the Ringmaster از طرف تد دی بیآسی گردانده می‌شد. و فینیشر یا حرکت نهایی وی استانر بود وقتی که استین در مقابل ساویو وگا شکست خورد، تد دی بیآسی از آستین جدا شد. آستین از روی قصد در این مسابقه شکست خورد تا اینکه مستقل از تد دی بیآسی بشود. اولین موفقیت آستین در سال ۱۹۹۶ وقتی حاصل شد که آستین در مقابل جیک رابرت معروف به مار به مقام King of the Ring
رسید. وقتی در مسابقه پیروز شد بلافاصله علیه WCW صحبت کرد.

#### مبارزه مقابل برت هارت
آستین توانست خودش را محبوب عموم کند. شخصیت داخل رینگ او به مانند یک سگ وحشی بود که این را خودش به تنهایی بایستی به دست می‌آورد. او به‌طور واضح بدون هیج گونه ترسی با رقیب خودش صحبت می‌کرد و این را به رقیبش می‌فهماند که هیچ ترسی از کسی ندارد. برت هارت این را حس کرد که آستین از کسی ترس ندارد. او از طرف آستین تحریک شد و دوباره به WWF بازگشت. برت هارت توانست آستین را شکست دهد. اما در رویال رامبل ۱۹۹۷ توسط آستین از رینگ بیرون افتاده شد که این موضوع ممکن بود باعث شود تا آستین از کشتی کج کناره‌گیری کند.
آستین از رینگ بیرون افتاده شده بود اما داوران ندیدند که آستین از رینگ بیرون افتاده شده بود. به خاطر همین آستین توانست دوباره وارد رینگ شود. در ابتدا برت هارت فکر می‌کرد که پیروز شده‌است؛ ولی چون او ندیده بود که آستین دوباره وارد ریگ شده‌است از پشت توسط آستین از رینگ بیرون افتاده شد. اما این کشمکش بین آستین و برت هارت در wrestlemania ۱۳ با پیروزی برت هارت به پایان رسید. او در این مسابقه (submision match) توانست با ضربه تفنگ آستین را شکست دهد. آستین بیهوش شد و همین که برت هارت می‌خواست مسابقه را ادامه دهد، داور مسابقه را پایان داد.

#### مبارزه با وینس مکمان
در راء به تاریخ ۲۲ سپتامبر ۱۹۹۷ موقعی که اون هارت میکروفون رو گرفته بود و داشت حرف می‌زد استون کلد با ۵ مأمور پلیس وارد شد و به هارت حمله کرد تا اینکه مکمن اومد و خواست جلوی او رو بگیرد و به او بگوید تو از نظر فیزیکی توانایی این رو نداری که مسابقه بدی و بعد استون کلد به او استانر می‌زند و این آغاز استوری لاین او و مکمن بود.
در رویال رامبل ۱۹۹۸ استون کلد با بیرون انداختن راک تونست برنده بشود شب بعد در راء آستین مایک تایسون رو به وینس معرفی کرد و گفت که او بدترین مرد این سیاره هست و او مهمان ویژه ماست تایسون بعداً به عنوان داور ویژه رسلمانیا و مسابقه استون کلد با قهرمان دابلیو دابلیو اف یعنی شان مایکلز اعلام شد مایک تایسون با شان مایکلز و تیم دی اکس رابطه دوستانه برقرار کرده بود اما بعد در مسابقه مین ایونت او به استون کلد کمک کرد تا قهرمان بشود و از اون به بعد آستین اِرا [دوران آستین] شروع شد شب بعد مکمن او رو معرفی کرد و بعد به او اخطار داد و گفت که موافق رفتار غیرطبیعی آستین نیست آستین جواب مکمن رو با یک استانر داد درگیری‌های مکمن و آستین همین‌طور ادامه داشت و در ماه آوریل آستین و مکمن در برابر هم قرار گرفتند ولی مسابقه با دخالت دود لاو بی‌نتیجه موند و قرار شد که آستین در پی پی وی Over the Edge به مصاف دود لاو یا همون میک فولی بره مکمن خیلی تلاش کرد تا در اون مسابقه آستین رو ناکام بگذارد ولی موفق نشد و آستین از کمربندش دفاع کرد.
مکمن برای نابودی آستین هرکاری می‌کرد در کینگ آو د رینگ ۱۹۹۸ کین در یک مسابقه First Blood تونست استون کلد رو شکست بده و قهرمان جدید دابلیو دابلیو اف بشود ولی استون کلد تنها یک شب بعد در راء تونست تایتل خودش رو پس بگیرد او در سامر اسلم آندرتیکر رو شکست داد در پی پی وی BreakDown آندرتیکر و کین هم‌زمان آستین رو پین کردند و به دستور وینس تایتل Vacate شد و قرار شد که مسابقه‌ای بین کین و آندرتیکر انجام بشود که داور مخصوصش هم استون کلد باشه که این مسابقه انجام شد ولی آستین برای هیچ‌یک تا شماره سه نشمرد و به هر دوی آن‌ها حمله کرد مکمن او رو اخراج کرد و بعد آستین برای اینکه انتقام بگیرد مکمن رو دزدید و او رو به رینگ برد و بعد اسلحه درآورد و شلیک کرد ولی اسباب بازی بود و آستین گفت: بنگ! ۳:۱۶. بعد از اون آستین با شین هم دشمن شد و در مسابقه نیمه نهایی تورنمنت کمربند دابلیو دابلیو اف با دخالت شین به منکایند باخت شب بعد در راء قرار شد که قهرمان دابلیو دابلیو اف راک در برابر آستین قرار بگیرد و مسابقه هم سر کمربند باشه که در این مسابقه آندرتیکر به آستین حمله کرد و مسابقه دی کیو شد و قرار شد در پی پی وی Rock Bottom آستین در برابر آندرتیکر قرار بگیرد در یک مسابقه Buried Alive که این مسابقه رو استون کلد بعد از اینکه کین دخالت کرد و یه تامبستون به آندرتیکر درون قبر زد برنده شد و با این پیروزی آستین به رویال رامبل ۱۹۹۹ راه پیدا کرد
قرار شد که در رامبل آستین نفر اول و مکمن نفر دوم وارد بشود در خلال مسابقه ۳۰ نفره رویال رامبل مکمن از رینگ خارج شد و به سمت تماشاگران فرار کرد آستین هم به دنبال او رفت تا اینکه به جایی رسیدند که اعضای The Corporation به آستین حمله کردند و بعد آستین به دلیل مصدومیت در داخل آمبولانس گذاشته شد و به بیمارستان منتقل شد و در این مسابقه نبود بعد از این اتفاق مکمن به قسمت گزارشگران رفت تا اینکه استون کلد با یک آمبولانس برگشت و بعد از زدن استانر به بیگ باس من او رو بیرون انداخت و بعد راک در مسابقه دخالت کرد و استون کلد به دست مکمن حذف شد و مکمن برنده این رویال رامبل شد بعد از این اتفاق در راء استون کلد خواست که در برابر راک قرار بگیرد و بعد شان مایکلز که جزو هیئت دابلیو دابلیو اف بود گفت که استون کلد در برابر مکمن در یک استیل کیج مچ قرار می‌گیرد و برنده می‌تواند در رسلمانیا برابر قهرمان دابلیو دابلیو اف قرار بگیرد مسابقه زیبا و خنده داری بود در خلال این مسابقه بیگ شو دخالت کرد و به آستین حمله کرد و او رو به قفس کوبوند ولی بعد قفل باز شد و آستین بیرون افتاد و برخلاف انتظار بیگ شو و مکمن استون کلد برنده شد و به رسلمانیا رفت در رسلمانیا در یک نو دی کیو مچ راک رو شکست داد تا برای سومین بار قهرمان دابلیو دابلیو اف بشود.
در بکلش استون کلد در برابر راک قرار گرفت که داور این مسابقه هم شین مکمن بود شین تلاش می‌کرد که راک برنده بشود تا اینکه مکمن با کمربند Smoking Skull استون کلد وارد شد و بعد شین خواست کمربند رو بگیرد از وینس که وینس با اون کمربند به سر شین زد و قرار شد یه داور دیگر این مسابقه رو قضاوت کنه که آستین تونست برنده این مسابقه زیبا باشه اما استون کلد در پی پی وی Over the Edge کمربندش رو به آندرتیکر باخت بعد از اون آستین رئیس اجرایی کمپانی شد [Chief Executive Officer] و در کینگ آو د رینگ ۱۹۹۹ در یک هندیکپ لدر مچ سر CEO بین آستین و وینس و شین تیم مکمن‌ها توانستند برنده شوند و ۵۰٪ مقام آستین رو از او گرفتند شب بعد در راء آستین گفت که من هر وقت که بخواهم می‌توانم تایتل شات داشته باشم و همین امشب می‌خواهم و او در همون شب راء در برابر آندرتیکر قرار گرفت و تونست چهارمین قهرمانی دابلیو دابلیو اف خودش رو به دست بیاره آستین تا سامرا سلم قهرمان بود تا اینکه در سامرا سلم در یک مسابقه تریپل ترید مچ بین او و تریپل اچ و منکایند تایتل رو به منکایند باخت آستین از فرصت تکرار مسابقه خودش در نو مرسی استفاده کرد در بازی مقابل تریپل اچ اما در اون مسابقه راک دخالت کرد و با پتک آستین رو زد (مسابقه نو هولدز بارد بود) و بعد تریپل اچ برنده شد قرار شد که در سِروایوِر سیریز سریز تریپل اچ قهرمان دابلیو دابلیو اف در یک تریپل ترید مچ مقابل راک و آستین قرار بگیرد یک بار در پارکینگ آستین با یک شخص ناشناس تصادف کرد و مصدوم شد و نتوانست که در اون مسابقه تریپل ترید شرکت کنه او ۹ ماه مصدوم بود.

#### آخرین حضور
او در شو راو به تاریخ ۹/۹/۲۰۱۹ به عنوان نماینده امضاء قرارداد مسابقه کمربند یونیورسال بین سث رالینز و براون استرومن حضور یافت و جلوی ای جی استایلز را که قصد پاره کردن قرارد داد را برای بار دوم داشت را گرفت و در آخر همان شو با اب جو از رالینز، استرومن و بقیه که گروه د آفیشیال، زک رایدر و رابرت رود را مقلوب کرده بودند پذیرایی کرد، البته بعد ۳ سال در رسلمنیا ۳۸ مقابل کوین اونز قرار گرفت و بعد ۱۹ سال مسابقه داد و برنده شد طبق گفته خودش مسابقه در رسلمنیا ۳۸ آخرین حضور وی بود

### دستاوردها

#### مقام‌ها
- کمربند قهرمانی دبلیودبلیوئی (۶ بار)
- برندهٔ رویال رامبل در سال‌های ۱۹۹۷ - ۱۹۹۸ - ۲۰۰۱ (۳ بار)
- قهرمانی WWF Tag Team (۴ بار)
- قهرمانی WCW World Tag Team (۱ بار)
- WCW World Television Title با غلبه بر Bobby Eaton در تاریخ ۳ ژوئن ۱۹۹۱
- WCW World Television Title با غلبه بر Barry Windham در تاریخ ۲۳ مه ۱۹۹۲ ) به همراه Brian Pillman با غلبه بر Ricky Steamboat & Shane Douglas در تاریخ ۲ مارس ۱۹۹۳
- قهرمانی WCW سنگین‌وزن آمریکا با غلبه بر Dustin Rhodes در تاریخ ۲۷ دسامبر ۱۹۹۳
- قهرمانی WCW سنگین‌وزن آمریکا با غلبه بر Ricky Steamboat در تاریخ ۱۸ سپتامبر ۱۹۹۴
- WWF King of the Ring با غلبه بر Marc Mero & Jake Roberts در تاریخ ۲۳ ژوئن ۱۹۹۶
- قهرمانی بین قاره ای WWF با غلبه بر Owen Hart در تاریخ ۳ اوت ۱۹۹۷ در سالن Summerslam
- قهرمانی بین قاره ای WWF با غلبه بر Owen Hart در تاریخ ۹ نوامبر ۱۹۹۷ در سالن Survivor Series